# Jais
Jais é uma cidade  no distrito de Rae Bareli, no estado indiano de Uttar Pradesh.

## Geografia
Jais está localizada a 26° 15′ N, 81° 32′ L. Tem uma altitude média de 101 metros (331 pés).

## Demografia
Segundo o censo de 2001, Jais tinha uma população de 24,366 habitantes. Os indivíduos do sexo masculino constituem 52% da população e os do sexo feminino 48%. Jais tem uma taxa de literacia de 42%, inferior à média nacional de 59.5%: a literacia no sexo masculino é de 50% e no sexo feminino é de 33%. Em Jais, 17% da população está abaixo dos 6 anos de idade.